# Malsanctum
Malsanctum ist eine mindestens seit 2015 aktive anonyme kanadische Funeral-Doom-Band.

## Konzept und Geschichte
Malsanctum gibt keine offizielle Aussagen zu den beteiligten Bandmitgliedern, den genutzten Instrumenten, der Geschichte der Gruppe oder den Themen und Liedtexte preis. Die Veröffentlichungen der Gruppe beschränken sich auf die Musik sowie die grafische Gestaltung der Tonträger. Als Herkunftsort der Band wird Kanada angeführt. Trotz des Ausbleibens jedweder Positionierung der Gruppe, Veröffentlichung der Konzepte oder des Abdrucks der Texte wird die Gruppe auf Basis ihrer Tonträgergestaltung und der Song-Titel von Rezensenten als „unchristlich“ und „satanisch“ wahrgenommen. Mit dem 2015 über Iron Bonehead Productions veröffentlichten Demoband Metamorbid Fetishization wurde Malsanctum erstmals wahrgenommen. Das auf 300 Exemplare limitierte Demo wurde international rezensiert. Dabei variierten die Beurteilungen der Musik von positiven Besprechungen zu der Aussage die Musik sei nicht bewertbar. Das selbstbetitelte Debütalbum erschien 2018, ebenfalls über Irone Bonehead Productions, und wurde dem Demo ähnlich divers von Rezensenten aufgenommen.

## Stil
Die von der Band gespielte Musik wird als „Verbindung aus Funeral Doom, Noise und Black Metal“ sowie als „ambientmäßiger Black und Doom“ beschrieben. Hervorgehoben wird meist eine unheimliche atmosphärische Wirkung. Rezensenten beschreiben die Musik als „[u]nbehaglich grottiges Gebrüll mit Hall und vereinzelten Spracheinspielern, disharmonischen wie gern quietschenden Gitarren und entfernten Trommelschlägen [die] ein eingenwilliges und höchst normfremdes Unterfangen“ ergeben, sowie als „repetitive Beats, Schmerzensschreie, Growls und ultra primitive Klangerzeugnisse [die sich] mit aller Kraft gegen die Gesetze der Musiktheorie sträuben“.

## Diskografie
- 2015: Metamorbid Fetishization (Demo, Iron Bonehead Productions)
- 2018: Malsanctum (Album, Iron Bonehead Productions)